# Coptoclavella minor
Coptoclavella minor is een keversoort uit de familie Coptoclavidae. De wetenschappelijke naam van de soort is voor het eerst geldig gepubliceerd in 1980 door Ponomarenko.